# Conde de Pombeiro
O título de Conde de Pombeiro foi criado por carta de 2 de abril de 1662 do rei D. Afonso VI de Portugal a favor de D. Pedro de Castelo-Branco da Cunha, 1.º Visconde de Castelo Branco (antigo).
O seu brasão é um escudo, tendo em campo azul um leão de ouro, rompente, armado de vermelho; timbre o leão do escudo.

## Titulares
1. Pedro de Castelo Branco da Cunha, 1.º Conde de Pombeiro;
2. António de Castelo Branco da Cunha, 2.º Conde de Pombeiro;
3. Pedro de Castelo Branco da Cunha, 3.º Conde de Pombeiro;
4. Luís de Castelo Branco da Cunha, 4.º Conde de Pombeiro, casado com Pelágia Teresa Agostinho de Almada, 1.ª e única Marquesa de Pombeiro;
5. António Joaquim de Castelo Branco Correia da Cunha, 5.º Conde de Pombeiro;
6. Maria Rita de Castelo Branco Correia da Cunha, 6.º Conde de Pombeiro e 1.ª Marquesa de Belas, José Luis de Vasconcelos e Sousa embaixador em Londres, 6.º Conde de Pombeiro, por casamento e mais tarde 1.º Marquês de Belas, em 1801[3];
7. António Maria de Castelo Branco, 7.º Conde de Pombeiro e  2.º Marquês de Belas;
8. José Inácio de Castelo Branco Correia da Cunha de Vasconcelos e Sousa, 8.º Conde de Pombeiro;
9. António de Castelo Branco Correia da Cunha de Vasconcelos e Sousa, 9.º Conde de Pombeiro e 3.º Marquês de Belas;
10. António Maria de Castelo Branco de Vasconcelos e Sousa, 10.º Conde de Pombeiro;
11. José António de Castelo Branco de Macedo Soares, 11.º Conde de Pombeiro e 5.º Marquês de Belas.